# MTV Video Music Awards 2010
Les MTV Video Music Awards 2010 ont eu lieu le 12 septembre 2010 au Nokia Theatre à Los Angeles. Ils honorent les meilleurs vidéoclips de l’année précédente. Cheslsea Handler anime l’événement, devenant ainsi la première femme depuis 16 ans à présenter la cérémonie, suivant Roseanne Barr en 1994.
Le 3 août 2010, les nominations sont annoncées. Lady Gaga et Eminem sont les artistes ayant récolté le plus de catégories, celle-ci en récoltant dix-huit nominations, dix pour Bad Romance, trois pour Telephone et cinq pour la collaboration de Beyoncé, Video Phone. Quant à Eninem, il reçoit huit nominations pour Not Afraid et une pour la collaboration de Drake, Forever. Beyoncé en accumule de son côté cinq pour son propre travail et trois pour la collaboration qu’elle fait avec Lady Gaga, Telephone. B.o.B suit ces artistes, récoltant huit catégories, dépassant ainsi Thirty Seconds to Mars, Kesha et Florence and the Machine qui en tous eut quatre.
En étant nommée treize fois, Lady Gaga devient l’artiste ayant le plus de nominations en une seule année dans l’histoire des VMA. Elle obtient aussi un autre nouveau record, étant la seule artiste nommée deux fois pour la catégorie Vidéo de l’année dans la même année, grâce à ses clips Bad Romance et Telephone. Elle se révèle aussi être la gagnante de la soirée due à la récompense qu’elle a obtenue avec Telephone, pour la meilleure collaboration, et les sept pour Bad Romance, incluant la catégorie de la Vidéo de l’Année, totalisant donc huit récompenses. Lorsqu’elle accepte la Video de l’année, elle annonce aussi le titre de son prochain album, nommé Born This Way et chante un extrait de la chanson titre de ce même opus. Elle accepte le prix en étant vêtue d’une robe, d’un chapeau, d’un sac à main et d’une paire de talons hauts tous conçus entièrement de viandes crues, ce qui a provoqué de grandes critiques de la part des associations fauniques, notamment celles de la PETA,. La tenue était en fait une opposition à la loi Don't Ask Don't Tell qui fut souvent considéré comme homophobe et à depuis été abrogée. La chanteuse expliqua le soir même que le fait de venir avec cette robe en étant accompagnée sur le tapis rouge de soldats américains renvoyés de l'armée pour ne pas avoir caché leur homosexualité en servant leur pays était une façon de symboliser le fait "que si on ne se bat pas pour faire respecter nos droits, on n'en aura pas plus qu'un morceau de viande accroché sur un os". 
La cérémonie a étonnement su rassembler plus de 11.4 millions d’auditeurs, étant donc la plus grande audience des MTV Video Music Awards depuis 2002.

## Nominations
Les gagnants sont écrits en gras.

### Vidéo de l'année
Lady Gaga — Bad Romance
- Thirty Seconds to Mars — Kings and Queens
- B.o.B (featuring Hayley Williams) — Airplanes
- Eminem — Not Afraid
- Florence and the Machine — Dog Days Are Over
- Lady Gaga (avec Beyoncé) — Telephone

### Meilleure vidéo masculine
Eminem — Not Afraid
- B.o.B (avec Hayley Williams) — Airplanes
- Jason Derülo — In My Head
- Drake — Find Your Love
- Usher (avec Will.i.am) — OMG

### Meilleure vidéo féminine
Lady Gaga — Bad Romance
- Beyoncé (avec Lady Gaga) — Video Phone (Extended Remix)
- Kesha — Tik Tok
- Katy Perry (avec Snoop Dogg) — California Gurls
- Taylor Swift — Fifteen

### Meilleur nouvel artiste
Nicki Minaj (avec Sean Garrett) — Massive Attack
- Justin Bieber (avec Ludacris) — Baby
- Broken Bells — The Ghost Inside
- Jason Derülo — In My Head
- Kesha — Tik Tok

### Meilleure vidéo pop
Lady Gaga — Bad Romance
- B.o.B (avec Bruno Mars) — Nothin' on You
- Beyoncé (avec Lady Gaga) — Video Phone (Extended Remix)
- Kesha — Tik Tok
- Katy Perry (avec Snoop Dogg) — California Gurls

### Meilleure vidéo rock
Thirty Seconds to Mars — Kings and Queens
- Florence and the Machine — Dog Days Are Over
- MGMT — Flash Delirium
- Muse — Uprising
- Paramore — Ignorance

### Meilleure vidéo rap
Eminem — Not Afraid
- B.o.B (avec Hayley Williams) — Airplanes
- Drake (avec Kanye West, Lil Wayne et Eminem) — Forever
- Jay-Z (avec Swizz Beatz) — On to the Next One
- Kid Cudi (avec MGMT et Ratatat) — Pursuit of Happiness

### Meilleure vidéo dance
Lady Gaga — Bad Romance
- Cascada — Evacuate the Dancefloor
- David Guetta (avec Akon) — Sexy Chick
- Enrique Iglesias (avec Pitbull) — I Like It (Jersey Shore Version)
- Usher (avec Will.i.am) — OMG

### Meilleure collaboration
Lady Gaga (avec Beyoncé) — Telephone
- 3OH!3 (avec Kesha) — My First Kiss
- Beyoncé (avec Lady Gaga) — Video Phone (Extended Remix)
- B.o.B (avec Hayley Williams) — Airplanes
- Jay-Z (avec Alicia Keys) — Empire State of Mind

### Meilleure vidéo révolutionnaire
The Black Keys — Tighten Up
- Dan Black — Symphonies
- Coldplay — Strawberry Swing
- Gorillaz (avec Bobby Womack et Mos Def) — Stylo

### Meilleure réalisation
Lady Gaga — Bad Romance (Réalisateur : Francis Lawrence)
- Thirty Seconds to Mars — Kings and Queens (Réalisateur : Bartholomew Cubbins)
- Eminem — Not Afraid (Réalisateur : Rich Lee)
- Jay-Z (avec Alicia Keys) — Empire State of Mind (Réalisateur : Hype Williams)
- Pink — Funhouse (Réalisateur : Dave Meyers)

### Meilleure chorégraphie
Lady Gaga — Bad Romance (Chorégraphe: Laurie Ann Gibson)
- Beyoncé (avec Lady Gaga) — Video Phone (Extended Remix) (Chorégraphes: Frank Gatson Jr., Phlex et Bryan Tanaka)
- Lady Gaga (avec Beyoncé) — Telephone (Chorégraphe: Laurie Ann Gibson)
- Janelle Monáe (avec Big Boi) — Tightrope (Chorégraphes: Janelle Monáe et the Memphis Jookin Community)
- Usher (avec Will.i.am) — OMG (Chorégraphe: Aakomon « AJ » Jones)

### Meilleurs effets spéciaux dans un vidéo
Muse — Uprising (Responsables des effets : Humble TV et Sam Stephens)
- Dan Black — Symphonies (Responsables des effets : Corinne Bance et Axel D’Harcourt)
- Eminem — Not Afraid (Responsable des effets : Animaholics-VFX)
- Green Day — 21st Century Breakdown (Responsable des effets : Laundry)
- Lady Gaga — Bad Romance (Responsable des effets : Skulley Effects VFX)

### Meilleure direction artistique dans une vidéo
Florence and the Machine — Dog Days Are Over (Directeurs artistique: Louise Corcoran and Aldene Johnson)
- Thirty Seconds to Mars — Kings and Queens (Directeur artistique: Marc Benacerraf)
- Beyoncé (avec Lady Gaga) — Video Phone (Extended Remix) (Directeur artistique: Lenny Tso)
- Eminem — Not Afraid (Directeur artistique : Ethan Tobman)
- Lady Gaga — Bad Romance (Directeur artistique: Charles Infante)

### Meilleur montage dans une vidéo
Lady Gaga — Bad Romance (Monteur: Jarrett Fijal)
- Eminem — Not Afraid (Monteur: Ken Mowe)
- Miike Snow — Animal (Monteur: Frank Macias)
- Pink — Funhouse (Monteur: Chris Davis)
- Rihanna — Rude Boy (Monteur: Clark Eddy)

### Meilleure photographie dans une vidéo
Jay-Z (avec Alicia Keys) — Empire State of Mind (Directeur de la photographie : John Perez)
- Eminem — Not Afraid (Directeur de la photographie : Chris Probst)
- Florence and the Machine — Dog Days Are Over (Directeur de la photographie : Adam Frisch)
- Lady Gaga — Bad Romance (Directeur de la photographie : Thomas Kloss)
- Mumford & Sons — Little Lion Man (Directeur de la photographie : Ben Magahy)

### Prix de l'artiste latino de l'année
- Aventura
- Camila
- Daddy Yankee
- Pitbull
- Shakira
- Wisin y Yandel

Source: MTV Latino

## Interprétations

### Pré-cérémonie
- Nicki Minaj (avec will.i.am) — Your Love (intro) / Check It Out

### Cérémonie
- Eminem (avec Rihanna) — Not Afraid / Love the Way You Lie
- Justin Bieber — U Smile (intro) / Baby / Somebody to Love
- Usher — DJ Got Us Fallin' in Love / OMG
- Florence and the Machine — Dog Days Are Over
- Taylor Swift — Innocent [11],[12]
- Drake (avec Mary J. Blige et Swizz Beatz) — Fancy
- B.o.B et Paramore (avec Bruno Mars) — Nothin' on You (intro) / Airplanes / The Only Exception
- Linkin Park — The Catalyst
- Kanye West (avec Pusha T) — Runaway

D'autres performances ont été réalisées par la house band lors des bandes annonces,
- Travis McCoy — Billionaire
- Jason Derülo — Ridin' Solo
- Robyn — Dancing on My Own

### Après-cérémonie
- N.E.R.D (avec Ciara) — "Hot N' Fun"

Source :

## Apparitions
- Lindsay Lohan, Rick Ross, Flo Rida et Lil Jon — apparition dans le premier numéro
- Ellen DeGeneres — présente la Meilleure vidéo féminine
- Kim Kardashian — introduit Justin Bieber
- Les acteurs de Jackass — présentent la Meilleure vidéo rock
- Kesha et Trey Songz — introduisent Usher
- Katy Perry et Nicki Minaj — présentent la Meilleure vidéo masculine
- Jared Leto et Ashley Greene — introduisent Florence and the Machine
- Cory Monteith, Chris Colfer, Amber Riley et Jane Lynch — présentent la Meilleure vidéo pop
- Rosario Dawson and Chris Pine — introduisent Taylor Swift
- Jesse Eisenberg, Andrew Garfield et Justin Timberlake — introduisent Drake, Mary J. Blige et Swizz Beatz
- Joe Manganiello and Evan Rachel Wood — présentent les prix professionnels
- Les acteurs de Jersey Shore — apparition sur la scène
- Sofía Vergara — présente la Meilleure vidéo hip-hop
- Selena Gomez et Ne-Yo — introduisent B.o.B, Bruno Mars et Paramore
- Romeo and Victoria Justice — présentent le Meilleur nouvel artiste
- Emma Stone et Penn Badgley — introduisent Linkin Park
- Cher — présente la Vidéo de l'année
- Aziz Ansari — introduit Kanye West

Source :

## Controverses

### Maquillage noir de Will.i.am

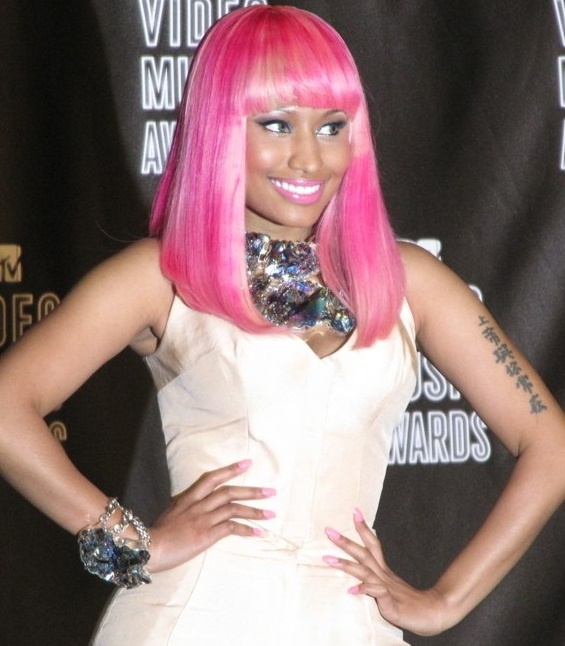
Nicki Minaj après avoir interprétée son duo avec Will.i.am aux VMA 2010 lorsque celui-ci portait son masque noir.

Plusieurs auditeurs sont offensés par l’habit du producteur et rappeur Will.i.am, spécialement par son maquillage qui rappelle à nombre de gens le maquillage raciste utilisé dans les années 1800 – 1950 consistant à se peindre le visage en noir. Après que plusieurs fans aient exprimé leur désaccord au rappeur via des réseaux sociaux, il prend en défense son maquillage, affirmant qu’il s’agit d’une expression artistique et non d’une imitation du controversé déguisement qu’auparavant la population utilisait pour rabaisser les Afro-Américains. Il ajoute plus tard encore une fois via son twitter qu’ « Uniquement dû au fait que j’ai mis un costume noir et un masque de la même couleur pour m’exprimer artistiquement, je suis jugé comme une personne raciste ». Toujours frustré à propos de ce jugement hâtif, il déclare plus tard que de nombreuses choses sont plus importantes que cette controverse, disant « Laissons le passé s’en aller. Il y a bien plus de choses importantes dans le monde, dont l’emploi, la santé et l’éducation qu’un homme à la peau noire portant un costume également noir ». Ainsi, il insiste sur le fait que le choix de se peinturer le visage n’avait pour but d’offenser personne et que les fans offusqués par ce choix vestimentaire se concentrent sur des questions plus importantes.

### Robe en viande de Lady Gaga

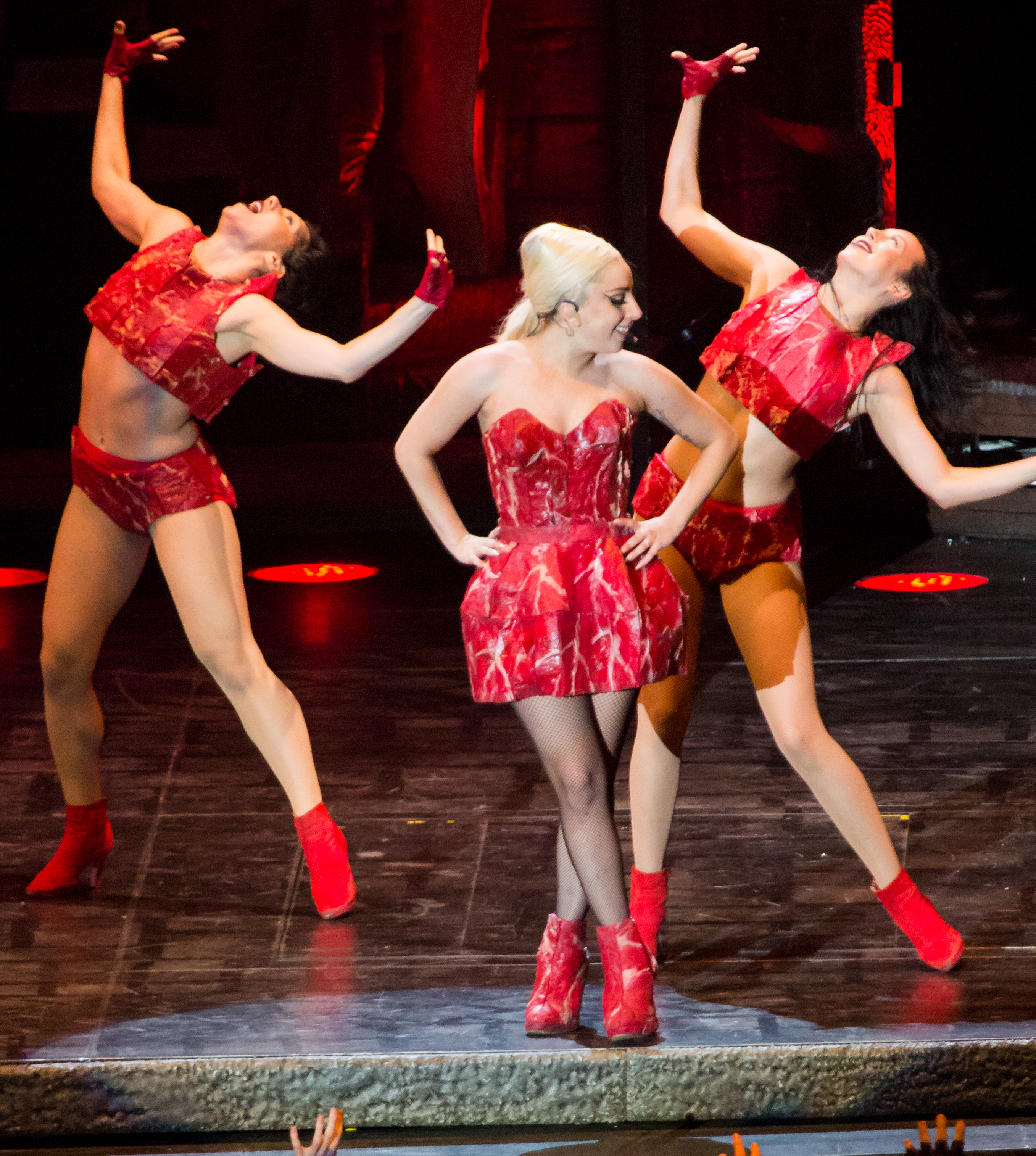
Durant la tournée The Born This Way Ball, Lady Gaga porte à nouveau la robe en viande.

Alors qu’elle accepte son prix pour la Vidéo de l’année, Lady Gaga est vêtue d’une robe faite uniquement de morceaux de viandes crues. Cette pièce de vêtement possède de grande similarités avec l'œuvre vestimentaire Vanitas: Flesh Dress for an Albino Anorectic, créée en 1987 par la Canadienne Jana Sterbak excluant les accessoires. Pour accompagner la robe, un chapeau, des talons hauts et un sac à main conçus eux aussi de viandes l’accessoirisent. La présidente de la PETA Ingrid Newkrik fait une déclaration sur l’ensemble vestimentaire lors d’une conférence de presse. Après avoir demandé si la viande utilisée était vraie ou artificielle, Newkrik est indignée par cet habit et affirme « La viande est de la chair en décomposition d’un animal maltraité qui n’a pas souhaité mourir, et après un certain passé sous les projecteurs, doit sentir la chair en décomposition et fourmiller d’asticots – pas très attirant disons ». Franc Fernandez, le designer de la robe viande affirme plus tard dans une interview pour MTV « Ce n’est pas une viande périmée. Elle n’est pas sale ni puante. [...] En fait, elle est même vraiment propre, étudiée et ne contient pas de microbes. [...] La viande se dessèche plutôt que de pourrir. Elle se décompose assez rapidement » . Gaga explique plus tard dans une interview avec Ellen DeGeneres, initialement axée sur le désaccord de Gaga envers la politique militaire Don't ask, don't tell, la raison du port de cet habit « Si nous ne nous exprimons pas pour ce en quoi nous croyons, si nous ne nous battons pas pour nos droits, je suis persuadée que dans un futur proche nous allons avoir les droits qu’un bout de viande pourrait posséder. Et je ne suis pas une pièce de viande ». Elle affirme par la suite qu’elle ne désirait offenser personne et déclare que « Ce n’est certainement pas pour manquer de respect à quelconques végétariens ou végétaliens. Comme vous savez, je suis la personne la plus ouverte d’esprit sur la planète ». À la suite de cela, DeGeneres, qui est végétalienne, donne en cadeau à Gaga un bikini et une culotte faite de laitue et d’autres végétaux,,.
L'actrice Kate Walsh a également réagi à la robe viande de Gaga, affirmant qu'elle trouvait cela immonde. À la suite des nombreuses critiques de ses dires, Walsh s'excuse en portant une robe faite entièrement de sushis lors du The Jay Leno Show. Encore une fois, la PETA réagit et désapprouve la robe de Kate qui répond rapidement qu'il s'agit de faux sushis. Bruce Willis, républicain standard depuis toujours, imite Gaga lors du The Late Show with David Letterman, en portant une coiffe faite de viande semblable à celle de Gaga. Plus ou moins neutre face à cette tenue, il affirme toutefois être « fan » de la chanteuse. En France, Laurent Ruquier a vivement critiqué la robe de viande de Gaga, affirmant qu'il n'inviterait plus celle-ci à son émission de peur qu'elle porte cette robe. De son côté, la chanteuse Leona Lewis s'est indignée de cette robe et a critiqué la robe lors d'une interview avec le magazine X, déclarant « C'est affreux ! Je n'aime déjà pas marcher près d'un comptoir de boucher... Ce n'est vraiment pas mon genre de robe! Je ne mettrai jamais de viande comme ça, exposée sur tout mon corps ». Étonnée par les nombreuses critiques, Gaga affirme lors d'un concert aux États-Unis, en Philadelphie, qu'elle se sent incomprise par rapport à sa tenue, disant donc ironiquement « Si je porte une robe en tofu, est-ce que les associations du soja m'en voudront à leur tour ? ».